# Отару (станция)
Станция Отару (яп. 小樽駅 отару эки) — железнодорожная станция в японском городе Отару, обслуживаемая компанией JR Hokkaido. На этой станции можно использовать Kitaca (смарт-карта).

## История
Станция Отару была открыта 28 июня 1903 года. В 1965 году была построена приподнятая станция. С приватизацией JNR она перешла под контроль JR Hokkaido.

## Линии
- JR Hokkaido
  - Главная линия Хакодате

## Планировка
Платформы 
| 1,2,4 | ■Линия Хакодате | на станции Куттян, Осямамбе, Саппоро, Ивамидзава и Новый аэропорт Титосэ |
| 5     | ■Линия Хакодате | на станции Саппоро, Ивамидзава и Новый аэропорт Титосэ                   |